# Areta
Areta – imię żeńskie niejasnego pochodzenia. Józef Bubak łączy je ze skróconą formą Małgorzaty (niem. Margareta), powstałą na gruncie niemieckim. Imię to nosiła także postać z mitologii greckiej, królowa Feaków, której imię stanowi przymiotnik odczasownikowy od wyrazu αραομαι (araomai) ("modlę się o coś, gorąco pragnę") i oznacza "dziecko upragnione" (por. Dezyderia, Aspazja). Można także spotkać się z poglądem, iż imię to pochodzi od greckiego słowa αρετη (areté) oznaczającego "cnotę", "męstwo"; Areta stanowiłaby wówczas żeński odpowiednik męskiego imienia Aretas.
Areta imieniny obchodzi 18 września i 24 października.
Znane osoby noszące imię Areta:
- Aretha Franklin — piosenkarka
- Areta Szpura

Zobacz też:
- (197) Arete, planetoida